# ایران‌زمین (نمایشگاه)

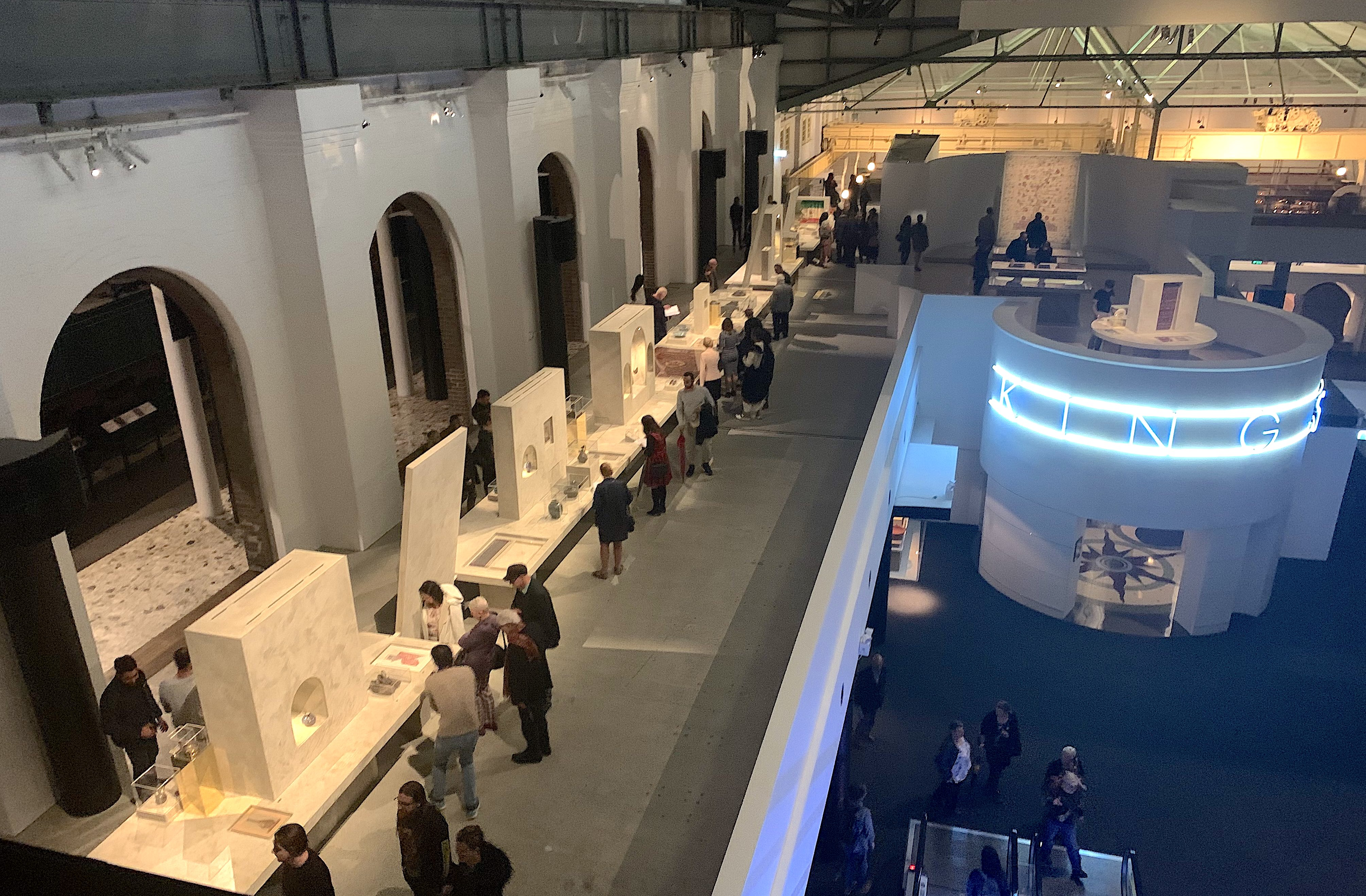
نمایشگاه «ایران‌زمین» در موزه پاورهاوس، سیدنی، ۲۰۲۱

نمایشگاه ایران‌زمین عنوان نمایشگاهی است که در مارس ۲۰۲۱ در موزه پاورهاوس (موزه دانش و هنرهای کاربردی سیدنی) در استرالیا بر پا شد. این نمایشگاه به شکل عمده روی نمایش آثار فرهنگی-هنری ایران از دوران صفویه و قاجار اختصاص داشت.
در این نمایشگاه حدود یکصد اثر از گنجینه موزه در معرض دید دوستداران تاریخ ایران قرار گرفت. 
یکی از آثار به نمایش درآمده در نمایشگاه، پرچم زردوزی شده‌ی ایران با نقش شیر و خورشید بود که در سال ۱۹۲۰ از سوی پادشاه قاجار به مناسبت جشن یکصد و پنجاهمین سالگرد تاسیس استرالیا به این کشور اهدا شده بوده است.
بسیاری از رسانه های استرالیایی این نمایشگاه را پوشش دادند. از آنجمله The Australian.
سرپرست هنری این نمایشگاه به عهده پدرام خسرونژاد بوده است.